# ماريانا جورجي
ماريانا جورجي (بالرومانية: Mariana Gheorghe) هي سيدة أعمال رومانية، ولدت في 1956.

## وصلات خارجية
- الموقع الرسمي